# Phenagoniates macrolepis
Phenagoniates macrolepis är en fiskart som först beskrevs av Meek och Hildebrand, 1913.  Phenagoniates macrolepis ingår i släktet Phenagoniates och familjen Characidae. Inga underarter finns listade i Catalogue of Life.